# Pietro d'Abano
Pietro d'Abano, latinizzato in Petrus de Abano o Petrus Patavinus (Abano, 1250 – Abano, 1316), è stato un filosofo, medico e astrologo italiano, insegnante di medicina, filosofia e astrologia all'Università di Parigi e dal 1306 all'Università di Padova; inoltre è considerato il primo rappresentante dell'aristotelismo padovano.

## Biografia

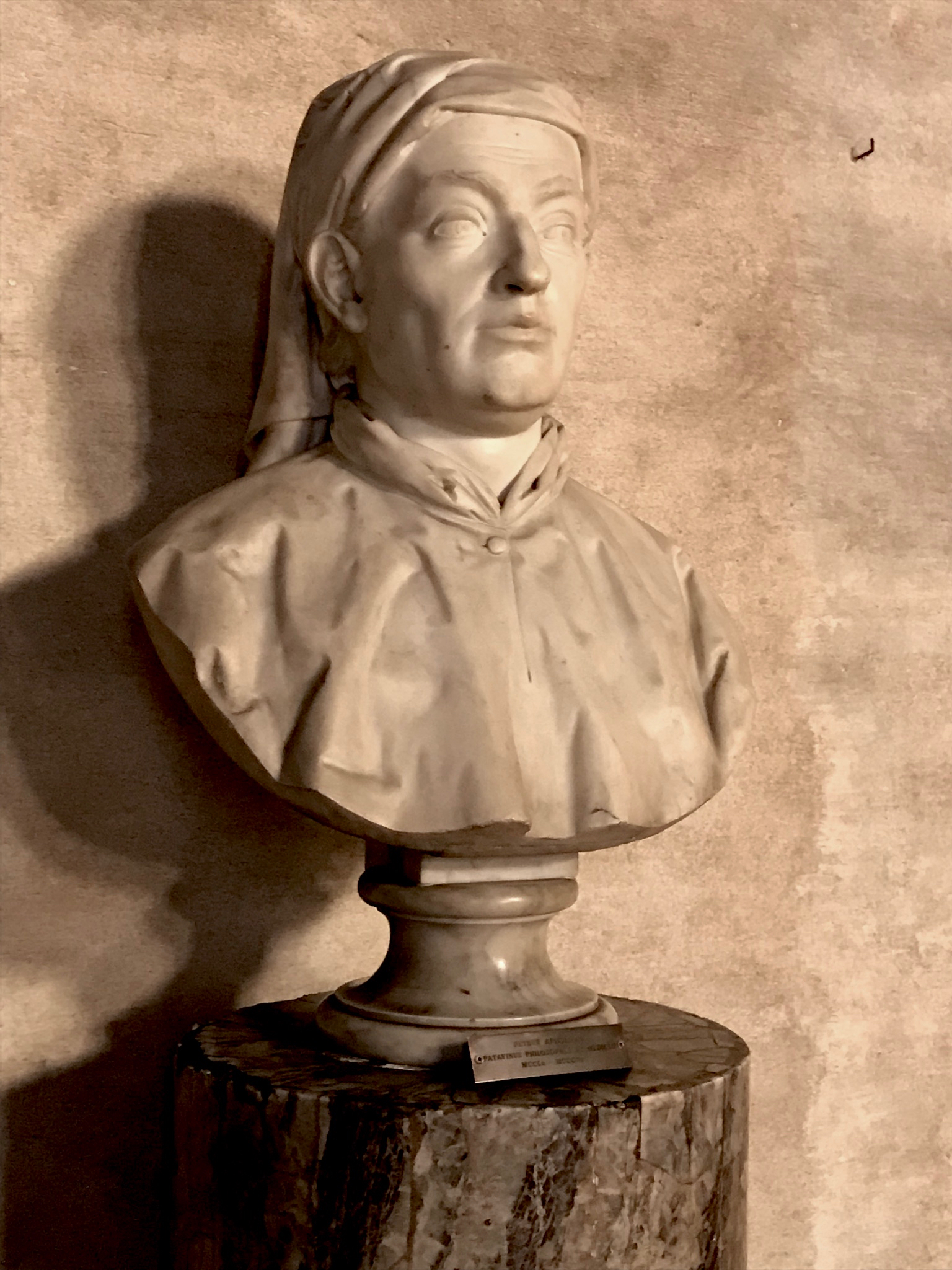
Busto di Pietro d'Abano presso Palazzo del Bo a Padova, aula di Medicina.

Amico di Marco Polo, visse a lungo a Costantinopoli per imparare il greco e l'arabo, studiando in originale i testi di Galeno, Avicenna e Averroè. Fu autore anche di varie traduzioni di testi scientifici greci e arabi in latino:  i Problemata di Aristotele (ai quali aggiunse un commentario, l'Expositio Problematum Aristotelis), i Problemata di Alessandro di Afrodisia, vari scritti di Galeno e Dioscoride. Rivide inoltre la traduzione delle opere di Abraham ibn ‛Ezra. Si guadagnò una grande fama come autore del Conciliator Differentiarum, quæ inter Philosophos et Medicos Versantur.
Accusato di eresia, per due volte venne condotto davanti al tribunale dell'Inquisizione: nel primo processo fu assolto, nel secondo morì (in prigione, dove si trovava fin dal 1314) quando ancora la sentenza non era stata formulata. L'iter giudiziario tuttavia non si interruppe con la morte dell'imputato: giudicato infine colpevole, venne ordinato che il suo corpo fosse riesumato e arso; un suo amico, tuttavia, aveva segretamente portato via il cadavere per cui l'Inquisizione dovette "accontentarsi" di inscenare un rogo in effigie.
Probabilmente Pietro d'Abano ispirò a Giotto il complesso – e per molti versi misterioso – ciclo pittorico che ornava il Palazzo della Ragione di Padova, andato perso in un incendio e rifatto dopo il 1420 da alcuni pittori minori seguendo lo stesso schema iconografico. Il ciclo di affreschi è suddiviso in 333 riquadri, si svolge su tre fasce sovrapposte, ed è uno dei rarissimi cicli astrologici medievali giunti fino ai nostri giorni. D'Abano è considerato uno dei più colti ingegni del suo tempo, ma la sua dottrina lo fece passare per un negromante agli occhi di molti. Il compositore Louis Spohr lo dipinge per l'appunto come negromante nella sua opera Pietro von Abano.
A Pietro d'Abano esplicitamente si rifarà, per alcuni argomenti, come l'embriologia, il celebre medico Iacopo da Forlì.

## Citazioni famose
Nel Conciliator Differentiarum, quæ inter Philosophos et Medicos Versantur, D'Abano riferisce di avere parlato con Marco Polo di quello che aveva osservato nella volta celeste durante i suoi viaggi. Marco raccontò che durante il suo viaggio di ritorno nel Mar Cinese Meridionale, aveva avvistato quella che descrive in un disegno come una stella "a forma di sacco" (ut sacco) con una grande coda (magna habet caudam). Pietro d'Abano interpretò questa informazione come una conferma della sua teoria secondo cui nell'emisfero sud si potesse osservare una stella analoga alla stella polare, ma si trattava con ogni probabilità di una cometa. Gli astronomi sono concordi nell'affermare che non ci furono comete avvistate in Europa alla fine del 1200, ma ci sono testimonianze che una cometa venne avvistata in Cina e in Indonesia nel 1293. Questa circostanza non compare nel Milione. Pietro D'Abano conservò il disegno nel suo volume Conciliator Differentiarum, quæ inter Philosophos et Medicos Versantur. Sempre nella stessa opera si riporta la descrizione di un animale di grossa stazza con un corno sul muso, identificato oggi con il rinoceronte di Sumatra; Pietro d'Abano non riferisce un nome particolare assegnato da Marco a questo animale; si pensa invece che fu Rustichello a identificarlo con l'unicorno nel Milione. Questa testimonianza è stata ripresa negli anni 1990 dal danese J. Jensen, quando venne messa in dubbio la veridicità del Milione di Marco Polo.
Sempre nel Conciliator Differentiarum (Diss. 67), D'Abano menziona la spedizione dei genovesi Ugolino e Vadino Vivaldi verso le Indie Orientali via mare.
"Parum ante ista tempora Januenses duas paravere omnibus necessariis munitas galeas, qui per Gades Herculis in fine Hispamia situatas transiere. Quid autem illis contigerit, jam spatio fère trigesimo ignoratur anno. Transitus tamen nunc patens est per magnos Tartaros eundo versus aquilonem, deinde se in orientem et meridiem congirando".

## Riconoscimenti
Il Teatro Congressi di Abano Terme (già "Cinema Teatro delle Terme") è a lui dedicato, come pure l'IPSSAR "Pietro d'Abano (Istituto Professionale di Stato per i Servizi Alberghieri e della Ristorazione) poco distante, e altrettanto il Centro Studi Termali Pietro d'Abano, ente di ricerca del territorio Euganeo.
È rappresentato a Padova in una delle 78 statue di Prato della Valle e nell'altorilievo al di sopra di una delle quattro porte d'entrata di Palazzo della Ragione.
Ad Abano Terme a lui sono dedicati una statua nell'omonima piazza e il bassorilievo sul lato Est dello gnomone della meridiana monumentale in piazza del Sole e della Pace.

## Bibliografia

Conciliator differentiarum philosophorum et precipue medicorum